# الکس ریگزبی
الکس ریگزبی (انگلیسی: Alex Cavallini؛ زادهٔ ۳ ژانویهٔ ۱۹۹۲) بازیکن هاکی روی یخ اهل ایالات متحده آمریکا است.